# 고춘자
고춘자(본명: 고임득, 高任得, 1922년 ~ 1995년 3월 13일)는 대한민국의 만담가이다. '장소팔-고춘자의 만담'으로 널리 알려졌다.

## 생애
평양에서 태어났다. 원래는 가수 지망생이었다. 1941년 연극배우 첫 데뷔하였으며 1944년 일본 도쿄의 '제리 반도' 소녀가극단에 한국인으로는 처음으로 입단했다. 한국전쟁 이후 민속만담가 장소팔과 함께 활동하며 인기를 끌었다.

## 기타
- 1분에 1천500자의 원고를 오독없이 읽어내리는 속사포 만담으로 인기를 얻었다.